# Langnese-Honig
Langnese-Honig wurde 1927 in Hamburg von Karl Rolf Seyferth erstmals vermarktet.

## Geschichte
Um die Namensrechte an Langnese zu erhalten, kaufte Seyferth diese für 300 Reichsmark (entspräche einer heutigen Kaufkraft von 1.330 Euro) von dem Exportkaufmann Viktor Emil Heinrich Langnese, der seit 1888 eine Fabrik mit dem Namen V. E. H. Langnese hatte. 1935 importierte Seyferth aus Dänemark Speiseeis, das er ebenfalls unter der Marke „Langnese“ vertrieb, siehe Langnese-Eis.
Das typische Langnese-Honig-Glas ließ Seyferth in den 1930er Jahren entwickeln. Das wabenförmige Sechseck-Glas mit gebogenen Kanten und dem schräg gestellten goldenen Langnese-Schriftzug ist als Markenzeichen international geschützt. 
Das Unternehmen erwarb eigene Imkereien in Guatemala, Salvador und Mexiko. 1958 konnte mit einem Absatz von 6.500 Tonnen die Marktführerschaft in Deutschland erreicht werden und wird bis heute (Stand 2012) bei einem Marktanteil von 25 % gehalten. 
Das Honiggeschäft wurde 1962 nach der Fusion von Langnese-Eis und Iglo in eine eigenständige GmbH & Co. KG ausgegliedert und vom Oetker-Konzern übernommen. Damit entstand die ungewöhnliche Situation, dass zwei konkurrierende Nahrungsmittel-Konzerne den gleichen Namen, allerdings für unterschiedliche Produkte und mit unterschiedlichen Schriftzügen und Markenemblemen, verwendeten. Der Oetker-Konzern verkaufte am 1. Oktober 2005 das Unternehmen Langnese Honig an Fürsten-Reform.

## Unternehmen
Langnese-Honig ist in über 50 Ländern (Stand 2008) weltweit erhältlich. Der Honig wird mit dem Werbespruch „Ein Markenzeichen der Natur“ in Deutschland und mit „The brand that stands for nature“ international beworben. Langnese hat in Deutschland einen Bekanntheitsgrad von 96 %.
Die Abfüllstätte Bargteheide besitzt eine Jahreskapazität von 20.000 Tonnen bzw. 30 Millionen Gläsern Honig.

## Produkte
Das Sortiment besteht u. a. aus
- Sommerblüte goldklar
- Landhonig goldcremig
- Feinste Spezialitäten
- Flotte Biene (Bee Easy)

Unter dem Namen „Feinste Spezialitäten“ erweiterte das Unternehmen 1985 das Produktangebot um sortenreine Honige. Mit „Flotte Biene“ führte Langnese 1997 einen Dosierspender, eine kopfstehende Spenderflasche, ein. Diese Spenderflasche greift das Design des Langnese-Glases auf.
Honigfälschungen bei Langnese
Am 17. Dezember 2024 veröffentlichte das ZDF-Magazin frontal die Ergebnisse einer Untersuchung zur Authentizität von Honig, der in deutschen Supermärkten verkauft wird. Im Rahmen der Analyse wurden Honigproben mit einer neuen DNA-Methodik untersucht, die speziell entwickelt wurde, um Fälschungen zu erkennen, die mit traditionellen Methoden wie der Zuckerspektrumanalyse nicht nachweisbar sind. Diese neue Analysemethode, die derzeit das Akkreditierungsverfahren durchläuft, wurde in zwei internationalen Laboren angewendet.
Die Untersuchung ergab, dass der Honig "Flotte Biene" der Marke Langnese als "nicht authentisch" bewertet wurde. Dies deutet auf mögliche Verfälschungen hin, beispielsweise durch unzulässige Zusätze oder nicht deklarierten Fremdzucker. Der Fall sorgt seitdem für öffentliche Diskussionen über die Qualitätssicherung und Transparenz bei Importhonigen.